# 塔钟
塔钟或公共时钟（英文：Turret clock）是一种比家庭的时钟大很多的时钟,旨在为公众提供可见的时间，比如刻度盘、或者铃声，是一种为公共提供便利的机械装置。塔钟一般安装在建筑的高处，通常是专门建设的，如城镇教堂集会厅，以及其它公共建筑。最初时钟并没有被钟表匠称为塔钟,直到近代,一些老钟才被当地人视为塔钟。
真正的塔钟是机械驱动的，近些年才出现了电力驱动的塔钟，因此它们在塔钟历史上位于比较后的位置。

## 发展历史

### 水钟
据说水钟早在公元前4000年的欧洲就出现了,从公元1000年到公元1350年左右水钟一直被人们使用。

### 水银时钟
水银时钟有一个鼓，通过校准孔与几个室连接。一根绳子缠绕在鼓上，从一端连接到另一端。重力拉下使鼓转动,鼓室里面的的汞相互撞击，慢慢的从一个鼓段到下一个的鼓段,从而抑制鼓的运动,使其以一个恒定的速度旋转。鼓的运动可以用来测量时间。

### 心轴横杆式时钟
14世纪，出现了第三代机械钟表，包含边缘式擒纵机构。14世纪下半叶,全欧洲安装了超过500个引人注目的塔钟，这些是在当时文档中有记录的，很有可能有更多时钟没有记录下来。这是第一次公共时钟变得易于维护，像在此之前的水时钟或多或少地需要持续的关注,只有富有的机构、足够的人力才可以维持它们。边缘机械时钟相对易于维护,多见于教堂、钟楼和市政厅。这项新技术传播非常快(十年之内传播了整个欧洲)。

### 摆钟
第四代机械时钟带有钟摆, 是657年由克里斯蒂安•惠更斯发明的，相比于第三代时钟，摆钟更加精确。同样，这种新技术在欧洲迅速被采用，许多时钟换掉(例如城堡峡谷时钟,索尔兹伯里大教堂的钟…)。

### 电子时钟
在19世纪晚期电子时钟和混合动力时钟被引进。
一些机械时钟装有电动机，这些时钟仍然被认为是机械时钟。